# 阿閦如来

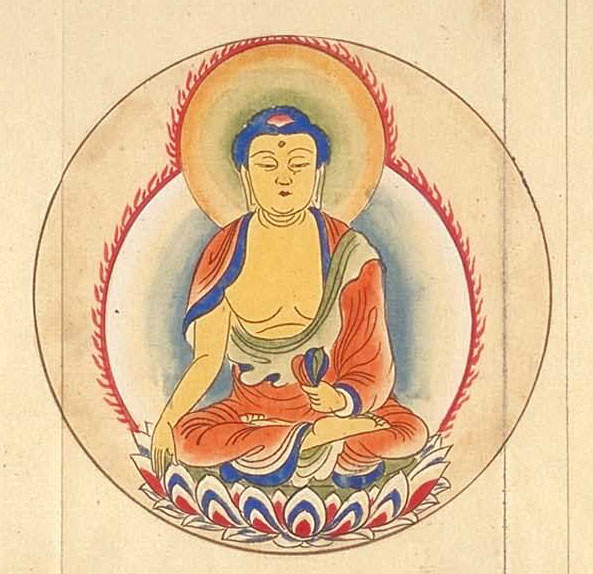
阿閦如来（『図像抄』）

阿閦如来（あしゅくにょらい、梵: Akṣobhya, アクショーブヤ）は、大乗仏教における信仰対象である如来の一尊。東方の現在仏。阿閦仏（あしゅくぶつ）ともいう。漢訳仏典では阿閦婆などとも音写し、無動（無動如来）、無瞋恚、無怒、不動などと訳す。
後期密教においては、無上瑜伽タントラの各経典の主尊と同一視されながら、曼荼羅において中尊とされ、阿閦金剛（あしゅくこんごう、梵: Akṣobhyavajra, アクショーブヤ・ヴァジュラ）の名で呼ばれる。
三昧耶形は五鈷金剛杵。種字はウーン（हूं [hūṃ]）。真言はオン・アキシュビヤ・ウン。密号は不動金剛。

## 概説
「阿閦仏国経」（『大宝積経』第六不動如来会）によれば、昔、東方の阿比羅提（あびらだい、梵: Abhirati（アビラティ）。妙喜・善快と訳す）という国に現れた大目（不動如来会には広目と記される）如来のところで無瞋恚・無婬欲の願を発し修行して、東方世界で成仏したといわれる。阿閦仏はその国土で説法中であるという。
梵名のアクショーブヤとは「揺れ動かない者」という意味で、この如来の悟りの境地が金剛（ダイヤモンド）のように堅固であることを示す。
大乗仏教の空思想を説いた『維摩経』の主人公維摩居士も、阿閦仏国より来生したとされている。
阿閦如来は密教における金剛界五仏（五智如来）の一尊で、金剛界曼荼羅では大日如来の東方（画面では大日如来の下方）に位置する。唯識思想でいう「大円鏡智」（だいえんきょうち）を具現化したものとされる。また胎蔵界の東方、宝幢如来と同体と考えられている。印相は、右手を手の甲を外側に向けて下げ、指先で地に触れる「触地印」（そくちいん、「降魔印：ごうまいん」とも）を結ぶ。これは、釈迦が悟りを求めて修行中に悪魔の誘惑を受けたが、これを退けたという伝説に由来するもので、煩悩に屈しない堅固な決意を示す。
日本の仏教（主に真言宗と天台宗）では、五大明王のうち東方に位置する降三世明王を阿閦如来の化身とする。また、同じく東方を仏国土とする薬師如来と同一視されることもある。

## 造像
日本における阿閦如来の彫像は、五仏（五智如来）の一尊として造像されたものが大部分であり、阿閦如来単独の造像や信仰は稀である。重要文化財指定品で阿閦如来と称されているものには、奈良・法隆寺大宝蔵殿南倉安置の木造坐像、和歌山・高野山親王院の銅造立像がある。
空海が開創した高野山金剛峯寺金堂（旧堂は1926年に焼失）の本尊は阿閦如来と伝承されていたが、薬師如来とする説もあり、さらには阿閦と薬師は同体であるとする説もあった。同像は古来から完全な秘仏であったことに加え、1926年の火災で焼失してしまったため、その像容は不明である。

## 後期密教
インド仏教の後期に主流となった後期密教においては、忿怒形（ふんぬぎょう）の護法尊が多数信仰されるようになった。また後期密教では最高位の仏（本初仏、勝初仏）が、大日如来から、法身普賢、金剛薩埵、持金剛仏等へと変化していった。また阿閦如来は阿閦金剛として、無上瑜伽タントラ各経典の主尊と同一視されつつ、曼荼羅の中尊を担うようになった。特に『秘密集会タントラ』と結びつけられることが多く、青色の歓喜仏（ヤブユム）の姿で、タンカなどの美術品に描かれることが多い。イスラム教の台頭と仏教の衰退を背景として成立した、インド仏教・後期密教の終末期の経典である『カーラ・チャクラ（時輪）タントラ』でも、護法尊を統括する本初仏として阿閦金剛仏たる阿閦如来が主尊である。時輪タントラでは、シャンバラは阿閦如来の変化身である忿怒尊ヘーヴァジュラ仏（呼金剛仏、喜金剛仏）を本尊とするカーラ・チャクラで満ちているとされ、無上不動の信仰・智慧を得ることが説かれる。
インド後期密教の流れを受け継ぐチベット仏教やネパールの仏教では、阿閦如来は単独で広く信仰され、造像例も多い。

## エピソード

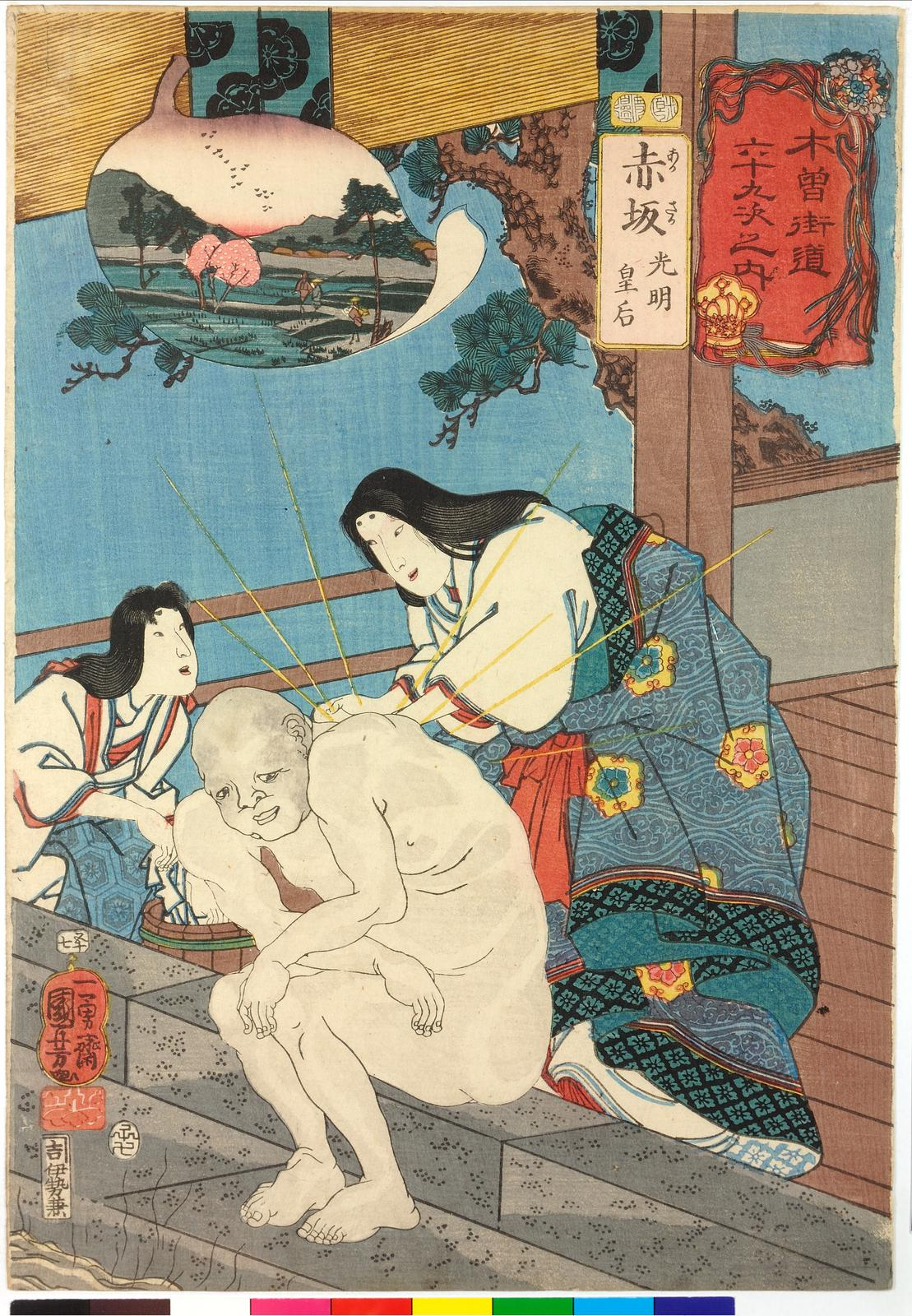
歌川国芳『木曽街道六十九次』「赤坂　光明皇后」。中山道赤坂（あかさか）宿と垢（あか）を落とす光明皇后とをかけた洒落絵で、身体から後光が発する病人が阿閦如来であることを示している。

- 石上宅嗣が設立した日本最初の図書館芸亭はこの如来を祀る阿閦寺の一角にあった。
- 光明皇后が自ら建立した法華滅罪之寺の浴室で1000人の民の汚れを自ら拭うという願を立てたが、1000人目は皮膚から膿を出す病人であり、皇后に膿を口で吸い出すよう要望した。皇后が口で吸いだすと病人は阿閦如来と化したという伝説がある。